# Anthony Morrow
Pour les articles homonymes, voir Morrow.
Anthony Jarrad Morrow (né le 25 septembre 1985 à Charlotte, Caroline du Nord) est un basketteur professionnel américain. Il est détenteur du record de nombre de points marqués sur un match par un rookie non drafté.

## Biographie
Mesurant 1,96 m (6′ 5″), il joue au poste d'arrière. Après quatre années à l'Université Georgia Tech (14,3 points de moyenne sur sa dernière année), il s'inscrit sans succès à la Draft 2008 de la NBA. Il arrive cependant à jouer en NBA, en signant chez les Warriors de Golden State qui lui proposent un contrat en juillet 2008.
Après trois apparitions comme remplaçant, il est titularisé la première fois le 15 novembre 2008 à Los Angeles contre les Clippers. Ce jour-là, il marque 37 points (à 15/20 au tir) et prend 11 rebonds, une performance incroyable pour un rookie inconnu, qui restera dans les annales comme le plus grand nombre de points marqués par un rookie non drafté (devant les 34 points de Marquis Daniels en 2004). Il confirme tout son talent dans le match suivant en marquant 25 points face aux Trail Blazers de Portland et s'avère comme une nouvelle trouvaille du coach emblématique des Warriors de Golden State, Don Nelson.
Le 13 juillet 2010, il est envoyé aux Nets du New Jersey.
Le 11 juillet 2012, Morrow est impliqué dans l'échange envoyant Joe Johnson aux Nets et se retrouve avec Jordan Farmar, Johan Petro, DeShawn Stevenson et Jordan Williams aux Hawks d'Atlanta qui l'échangent de nouveau le 21 février 2013 contre Dahntay Jones aux Mavericks de Dallas avec lesquels il termine la saison 2012-2013.
Après une saison passée à Dallas, Anthony Morrow devient agent libre et est finalement engagé par les Pelicans de La Nouvelle-Orléans pour deux ans et pour le salaire minimum.
Courtisé notamment par les Rockets de Houston, les Clippers de Los Angeles, le Heat de Miami et le Thunder d'Oklahoma City , il signe dans cette franchise le 12 juillet 2014.

## Records personnels et distinctions
Les records personnels d'Anthony Morrow officiellement recensés par la NBA sont les suivants :
| Type statistique            | Saison régulière | Saison régulière                       | Saison régulière                 |
| Type statistique            | Record           | Adversaire                             | Date                             |
| --------------------------- | ---------------- | -------------------------------------- | -------------------------------- |
| Points en un match          | 42               | Timberwolves du Minnesota              | 3 février 2012                   |
| Paniers marqués en un match | 16               | Knicks de New York                     | 2 avril 2010                     |
| Paniers tentés en un match  | 23               | Knicks de New York                     | 2 avril 2010                     |
| Paniers à 3 points réussis  | 8                | Timberwolves du Minnesota              | 3 février 2012                   |
| Paniers à 3 points tentés   | 13               | @ Bulls de Chicago                     | 11 décembre 2009                 |
| Lancers francs réussis      | 8                | 4 fois                                 |                                  |
| Lancers francs tentés       | 9                | Suns de Phoenix @ Spurs de San Antonio | 31 décembre 2014 25 février 2011 |
| Rebonds offensifs           | 6                | 3 fois                                 |                                  |
| Rebonds défensifs           | 10               | Warriors de Golden State               | 23 novembre 2014                 |
| Rebonds totaux              | 12               | @ Suns de Phoenix                      | 15 avril 2009                    |
| Passes décisives            | 6                | 2 fois                                 |                                  |
| Interceptions               | 6                | Pistons de Détroit                     | 27 février 2010                  |
| Contres                     | 2                | 3 fois                                 |                                  |
| Balles perdues              | 5                | @ Nets du New Jersey                   | 9 décembre 2009                  |
| Minutes jouées              | 52               | Thunder d'Oklahoma City                | 1er décembre 2010                |

- Double-double : 7 (au 28/02/2017)
- Triple-double : 0

## Salaires
| Année       | Équipe                          | Salaire      |
| ----------- | ------------------------------- | ------------ |
| 2008-2009   | Warriors de Golden State        | 442 114 $    |
| 2009-2010   | Warriors de Golden State        | 736 420 $    |
| 2010-2011   | Nets du New Jersey              | 4 000 000 $  |
| 2011-2012*  | Nets du New Jersey              | 4 000 000 $  |
| 2012-2013   | Mavericks de Dallas             | 4 000 000 $  |
| 2013-2014   | Pelicans de La Nouvelle-Orléans | 1 027 424 $  |
| 2014-2015   | Thunder d'Oklahoma City         | 3 200 000 $  |
| 2015-2016   | Thunder d'Oklahoma City         | 3 344 000 $  |
| 2016-2017   | Bulls de Chicago                | 3 488 000 $  |
| Total Gains |                                 | 24 237 958 $ |

Note : * En 2011, le salaire moyen d'un joueur évoluant en NBA est de 5 150 000 $.